# Lasaia esmeralda
Lasaia esmeralda är en fjärilsart som beskrevs av Clench 1971. Lasaia esmeralda ingår i släktet Lasaia och familjen Riodinidae. Inga underarter finns listade i Catalogue of Life.